# 491 f.Kr.

## Händelser

### Efter plats

#### Grekland
- Kung Dareios I av Persien skickar sändebud till alla grekiska städer och kräver "jord och vatten i vasalltribut", vilket Aten och Sparta dock vägrar.
- Den grekiska staden Aigina ställer sig under persiskt styre, då man fruktar att man annars ska förlora sin handel. Den spartanske kungen Kleomenes I försöker straffa Aigina för detta, men detta förhindras av Spartas andre kung Demaratos.
- Kleomenes I får sin medregent Demaratos avsatt och ersatt av sin kusin Leotychidas genom att muta oraklet i Delfi till att tillkännage, att detta är gudarnas vilja. De två spartanska kungarna fångar sedan framgångsrikt de persiska medlöparna i Aigina.

#### Sicilien
- Staden Gelas tyrann Hippokrates dödas i ett slag mot Siciliens urinvånare sikelerna. Han efterträds av sin högste kavalleriofficer Gelon.

#### Romerska republiken
- Under en svält i Rom tycker Gnaeus Marcius Coriolanus att folket inte skall tilldelas säd om de inte samtycker till att avskaffa tribunatet. För detta får tribunerna honom dömd till exil. Coriolanus flyr då till volskernas kung och leder deras armé mot Rom, men avbryter fälttåget efter vädjanden från sin mor och hustru.

### Efter ämne

#### Konst
- Byggandet av en relief påbörjas i Apadana, ett ceremoniellt komplex i Persepolis. Den visar hur Dareios I och Xerxes I erhåller tribut och förvaras numera på Orientaliska institutet på University of Chicago.

## Avlidna
- Hippokrates, tyrann av Gela